# Turistická značená trasa 7831
 Turistická značená trasa 7831 je 6 km dlouhá žlutě značená trasa Klubu českých turistů v okrese Přerov spojující Hranice s Mariánským údolím. Převažující směr trasy je jižní.

## Průběh trasy
Turistická trasa má svůj počátek v Hranicích u místního nádraží. Zpočátku vede v krátkém souběhu s dalšími zde výchozími trasami a to s červeně značenou 0612 do Potštátu a modře značenou 2231 do Lipníka nad Bečvou. Trasa 7831 vede městskými ulicemi na Masarykovo náměstí, kde se nachází rozcestí s dalšími výchozími trasami. Jedná se o dvojici tras opět do Lipníka nad Bečvou a to červenou 0611 a modrou 2219 a dále zeleně značenou trasou 4825 do Hrabůvky. Společně s trasou 2219 klesá 7831 městskými ulicemi k řece Bečvě a po jejím překonání již samostatně pokračuje po jejím břehu na okraj města. Odtud stoupá jižním směrem lesní pěšinou do svého nejvyššího bodu, ze kterého posléze klesá lesní cestou do Zbrašova. V něm vede v krátkém souběhu opět s trasou 0611 a poté klesá stále jižním směrem asfaltovou komunikací na západní konec Mariánského údolí, kde končí na rozcestí opět se zelenou trasou 4825.

## Historie
Trasa měla původně počátek až na Masarykově náměstí.

## Turistické zajímavosti na trase
- Vila Antonína Kunze v Hranicích
- Zámek Hranice
- Mariánský sloup v Hranicích
- Kostel Stětí svatého Jana Křtitele v Hranicích
- Městské muzeum Hranice
- Vyhlídkový bod nad Zbrašovem
- Mariánské údolí